# فرودگاه شهرستان کوریتوک
فرودگاه شهرستان کوریتوک (به انگلیسی: Currituck County Airport) (به زبان بومی: Currituck Regional Airport) یک فرودگاه است که یک باند فرود بتن دارد و طول باند آن ۱۶۷۷ متر است. این فرودگاه در کشور ایالات متحده آمریکا قرار دارد .